# Liste der erfolgreichsten E-Sportler nach Preisgeld
Diese Seite listet die erfolgreichsten E-Sportler anhand ihres gewonnenen Preisgeldes auf.

## Hintergrund
Grundlage für die Liste ist die Datenbank esportsearnings.com, in der die Ergebnisse aus etwa 62.000 Turnieren erfasst sind (Stand: November 2023). Zunächst gab es separate Datenbanken zu bestimmten E-Sport-Titeln wie beispielsweise sc2earnings.com für StarCraft 2 oder lolearnings.com für League of Legends, die schließlich zu esportsearnings.com fusioniert wurden. Auch das Portal liquipedia.net erfasst inzwischen für viele E-Sport-Titel das Karrierepreisgeld von Spielern, aufgrund der unterschiedlichen Datengrundlage können die Werte dort im Detail etwas abweichen.
Grundsätzlich werden als Karrierepreisgeld keine Einnahmen durch Gehälter, Merchandise, Werbe- und Sponsorenverträge oder Streaming gezählt (welche in den meisten Fällen auch nicht öffentlich bekannt sind), sondern ausschließlich Turnierpreisgelder. Bei Teamspielen wie beispielsweise League of Legends, Dota 2 oder Counter-Strike wird das Preisgeld für diese Liste in gleichen Anteilen auf alle Teammitglieder verteilt. Gewinnt also beispielsweise ein Fünferteam ein Preisgeld von 100.000 $, gehen für jedes Teammitglied 20.000 $ in die Wertung ein. Preisgelder in anderen Währungen als US-Dollar werden zum Wechselkurs des Finalstags in US-Dollar umgerechnet.
Stand November 2023 gab es 166 Spieler, die mehr als 1.000.000 $ und 442, die mehr als 500.000 $ Preisgeld gewonnen haben. Allgemein wird die Liste derzeit von Dota-2-Profis dominiert, erst auf Platz 23 befindet sich mit Kyle „Bugha“ Giersdorf der erste Spieler aus einer anderen E-Sport-Disziplin (Fortnite). Auf Platz 40 folgt mit Peter „dupreeh“ Rasmussen der erste Counter-Strike-Profi.
Die Datenbank enthält auch Schachturniere, die online auf Plattformen wie chess.com oder Lichess ausgetragen werden. Der langjährige Schachweltmeister Magnus Carlsen ist mit über 1,3 Millionen US-Dollar Preisgeld in Online-Turnieren nur knapp außerhalb der Top 100.

## Historische Spitzenreiter
Spitzenreiter war lange Zeit der US-Amerikaner Johnathan Wendel (Nickname: Fatal1ty), der in verschiedenen Shootern zwischen 1999 und 2006 rund 450.000 $ Preisgeld sammelte, inzwischen jedoch bereits aus den Top 100 herausgefallen ist. Ende 2013 wurde er vom südkoreanischen StarCraft-Spieler Lee Jae-dong (Jaedong) überholt, der als Erster die Marke von einer halben Million Dollar überschreiten konnte.
Mit dem The International 2014, einem mit über 10 Millionen Dollar Gesamtpreisgeld dotierten Dota-2-Turnier wechselte die Führung erneut. Seitdem führten alle fünf Mitglieder des siegreichen chinesischen Teams Newbee die Liste deutlich an. 2015 erreichte das International mit einem Gesamtpreisgeld von über 18 Millionen Dollar einen neuen Rekordwert und die Spieler des siegreichen Teams Evil Geniuses übernahmen die Spitzenpositionen. Nach dem International 2017, in dem erneut um ein Rekordpreisgeld von ca. 24,5 Millionen Dollar gespielt wurde, führte der Deutsche Kuro „Kuroky“ Takhasomi die Liste bis zum Sommer 2019 an. Seither ist der Däne Johan „N0tail“ Sundstein, welcher mit OG das The International 2018 und 2019 gewann, Erster.

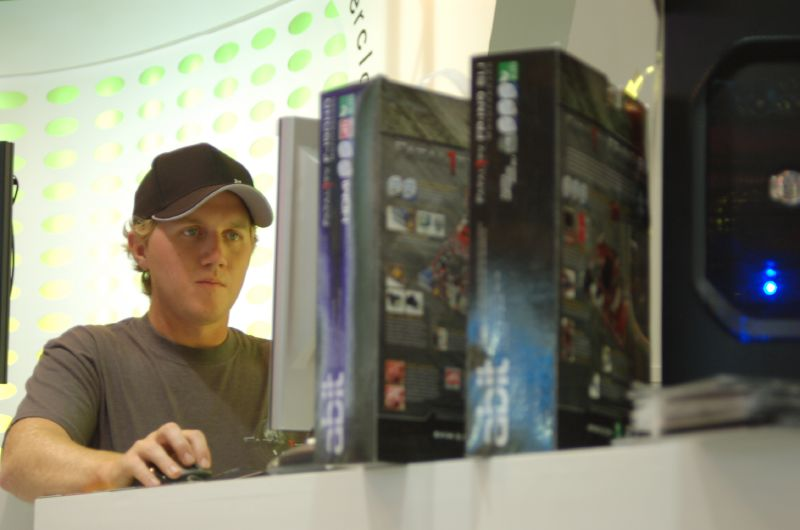
bis 2013 auf Platz 1: Johnathan Wendel (Fatal1ty)
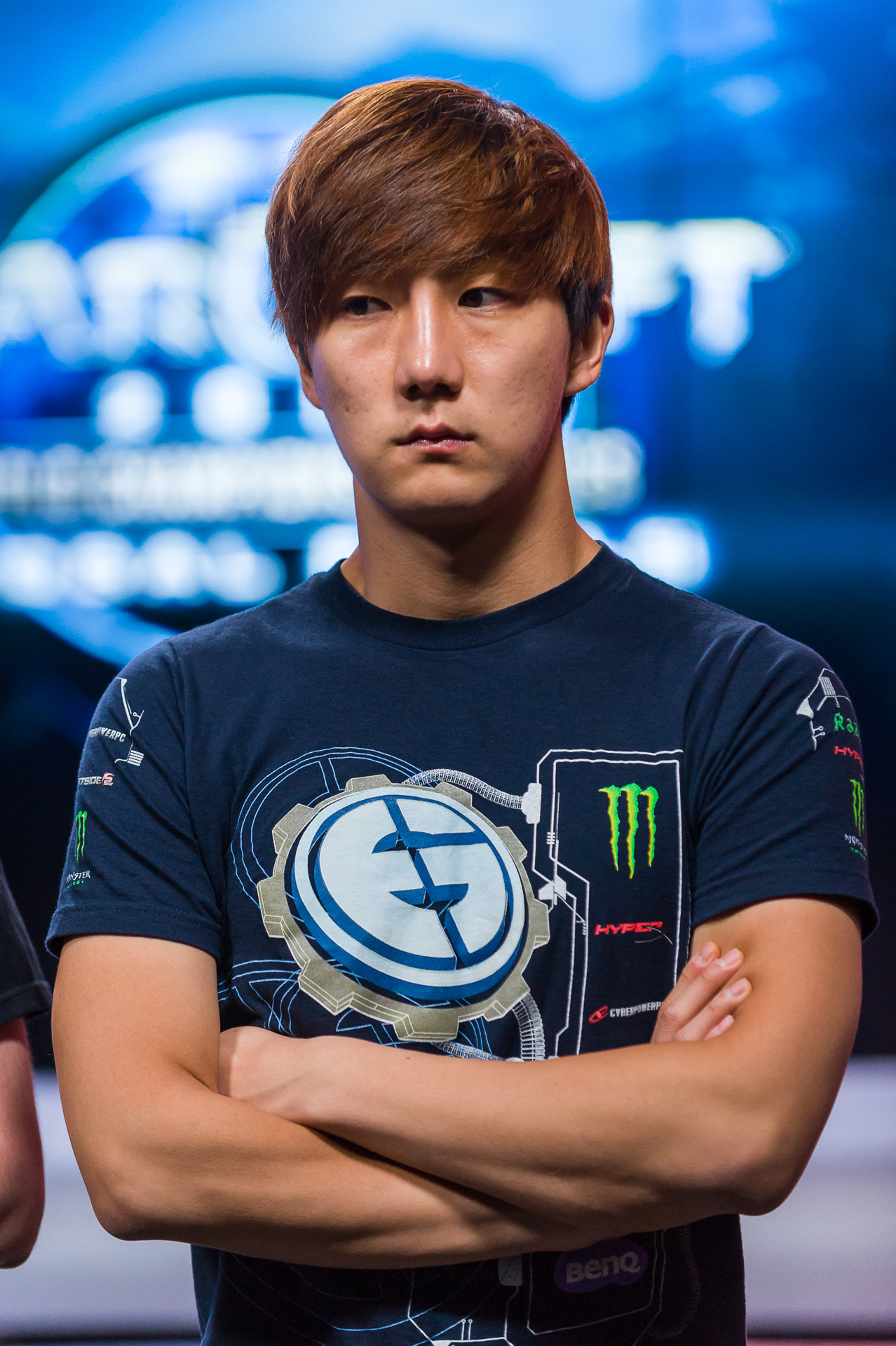
Lee Jae-dong (Jaedong) verdrängte Fatal1ty als Spitzenreiter
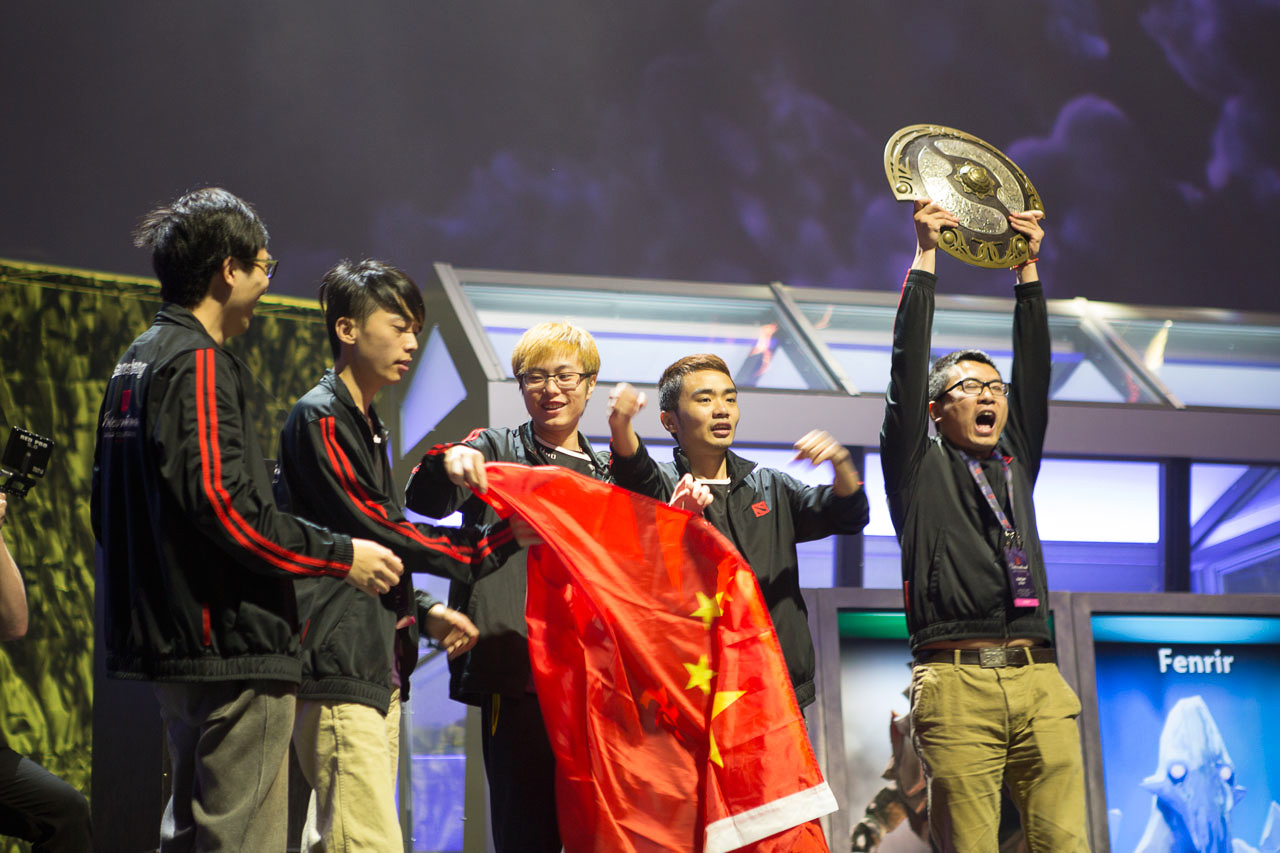
Newbee: Gewinner des The International 2014
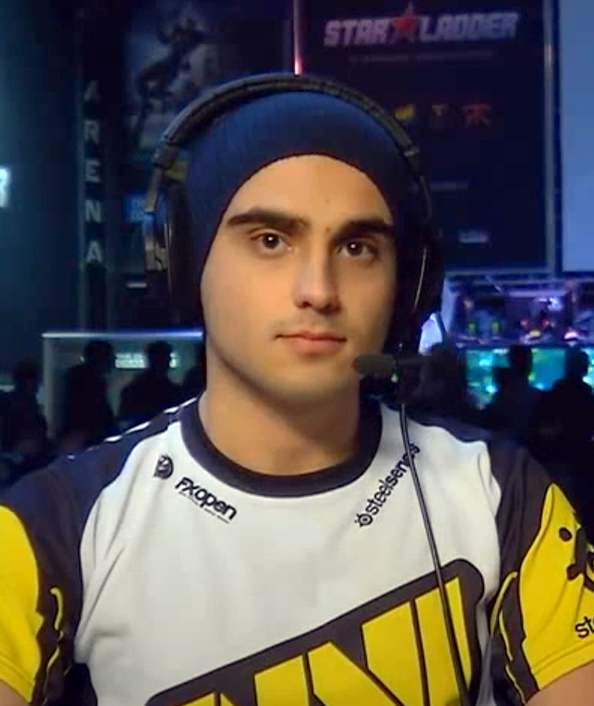
nach dem TI 2017 zwischenzeitlich auf Platz 1: Kuro Salehi Takhasomi (KuroKy)
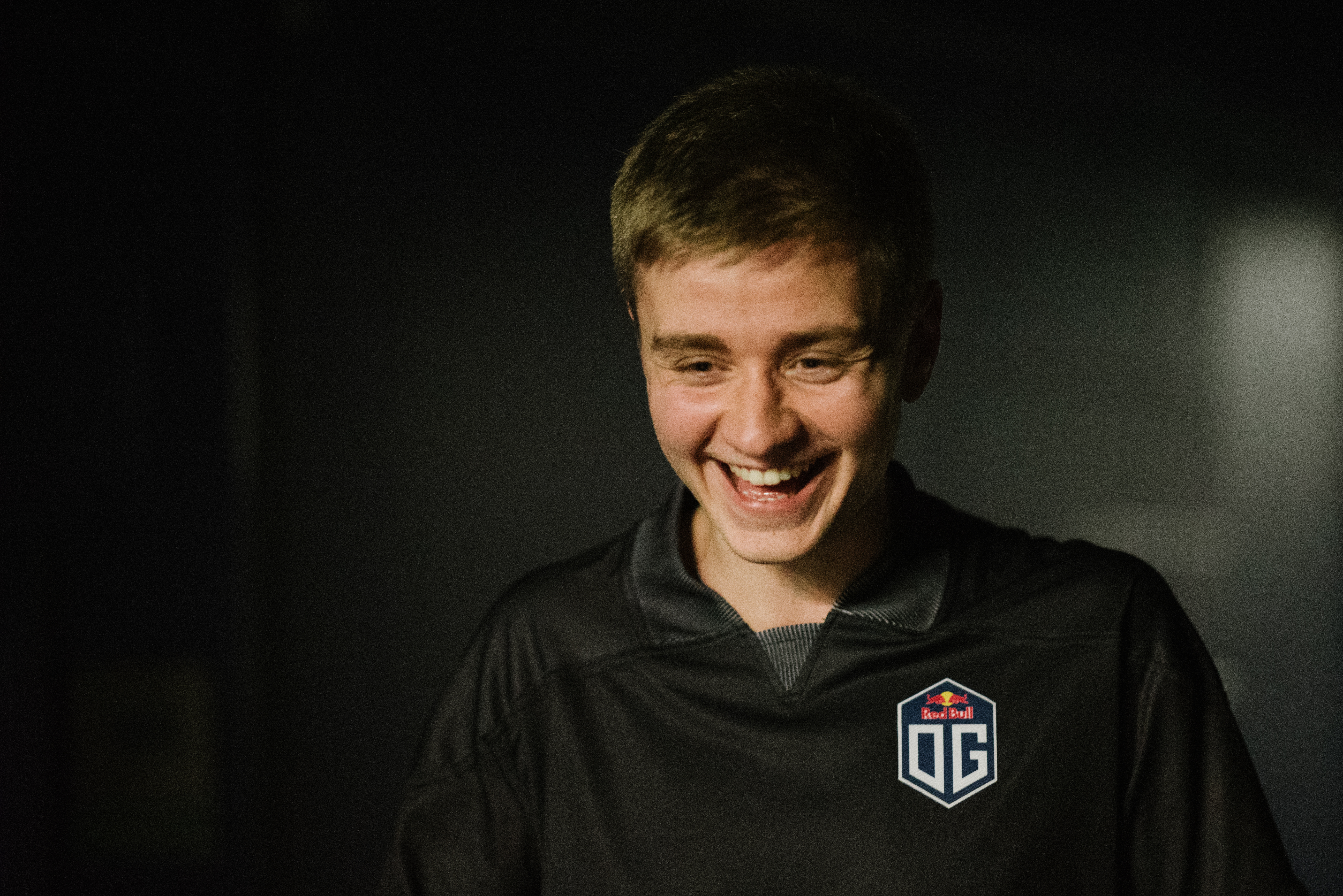
führt die Liste derzeit an: Johan Sundstein (n0tail)
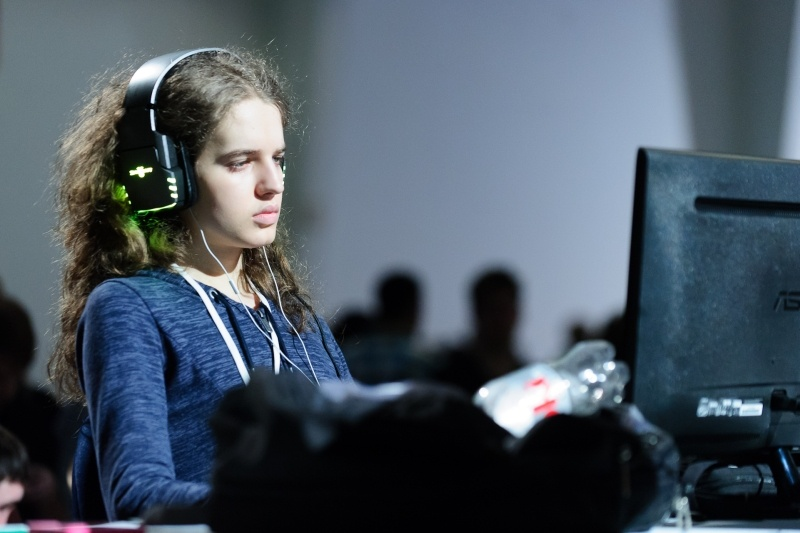
Transgender-Athletin Sasha Hostyn (Scarlett), derzeit auf Platz 501

## Frauen im E-Sport
Verschiedene Medien haben darauf hingewiesen, dass Frauen in der Liste massiv unterrepräsentiert sind. Die 400 besten Frauen auf der Liste kamen (Stand: 2020) zusammengerechnet auf weniger Preisgeld als der beste männliche Spieler.
Auf Platz 501 liegt die kanadische Transgender-Athletin Sasha Hostyn mit ca. 450.000 US-Dollar Karrierepreisgeld (überwiegend in StarCraft II). Es folgt die Chinesin Li Xiaomeng (Platz 1150 in der Gesamtwertung). (Stand: November 2023) 

## Liste (Spieler)
Stand November 2023
Anmerkung: Die Liste ist sortierbar: Durch Anklicken eines Spaltenkopfes wird die Liste nach dieser Spalte sortiert, zweimaliges Anklicken kehrt die Sortierung um. Durch das Anklicken mehrerer Spalten hintereinander lässt sich jede gewünschte Kombination erzielen.
| Rang | Nat.                | Name                | Nickname     | Preisgeld gesamt | höchstes Einzel-Preisgeld                    | Disziplin(en) | Disziplin(en)          | aktuelles Team         |
| ---- | ------------------- | ------------------- | ------------ | ---------------- | -------------------------------------------- | ------------- | ---------------------- | ---------------------- |
| 1.   | Danemark Faroer     | Johan Sundstein     | n0tail       | >7.100.000 $     | 3.124.036 $ (The International 2019)         | Dota 2        | Heroes of Newerth      | OG (inaktiv)           |
| 2.   | Finnland            | Jesse Vainikka      | JerAx        | >6.400.000 $     | 3.124.036 $ (The International 2019)         | Dota 2        |                        | Karriereende           |
| 3.   | Australien          | Anathan Pham        | ana          | >6.000.000 $     | 3.124.036 $ (The International 2019)         | Dota 2        |                        | inaktiv                |
| 4.   | Frankreich          | Sébastien Debs      | Ceb          | >5.800.000 $     | 3.124.036 $ (The International 2019)         | Dota 2        |                        | Karriereende           |
| 5.   | Finnland            | Topias Taavitsainen | Topson       | >5.600.000 $     | 3.124.036 $ (The International 2019)         | Dota 2        |                        | OG (inaktiv)           |
| 6.   | Russland            | Jaroslaw Naidjonow  | Miposhka     | >5.600.000 $     | 3.641.660 $ (The International 2021)         | Dota 2        |                        | Team Spirit            |
| 7.   | Ukraine             | Illja Muljartschuk  | Yatoro       | >5.300.000 $     | 3.641.660 $ (The International 2021)         | Dota 2        |                        | Team Spirit            |
| 8.   | Russland            | Magomed Chalilow    | CoLLapse     | >5.300.000 $     | 3.641.660 $ (The International 2021)         | Dota 2        |                        | Team Spirit            |
| 9.   | Ukraine             | Myroslaw Kolpakow   | Mira         | >5.300.000 $     | 3.641.660 $ (The International 2021)         | Dota 2        |                        | Team Spirit            |
| 10.  | Deutschland Iran    | Kuro Takhasomi      | KuroKy       | >5.200.000 $     | 2.172.537 $ (The International 2017)         | Dota 2        | DotA                   | Nigma Galaxy           |
| 11.  | Jordanien           | Amer al-Barkawi     | Miracle-     | >4.800.000 $     | 2.172.537 $ (The International 2017)         | Dota 2        |                        | Nigma Galaxy (inaktiv) |
| 12.  | Finnland            | Lasse Urpalainen    | Matumbaman   | >4.800.000 $     | 2.172.537 $ (The International 2017)         | Dota 2        |                        | Karriereende           |
| 13.  | Bulgarien           | Iwan Iwanow         | MinD_ContRoL | >4.600.000 $     | 2.172.537 $ (The International 2017)         | Dota 2        |                        | Nigma Galaxy           |
| 14.  | Estland             | Clement Ivanov      | Puppey       | >4.300.000 $     | 0720.320 $ (The International 2021)          | Dota 2        | DotA                   | Team Secret            |
| 15.  | Libanon             | Maroun Merhej       | GH           | >4.200.000 $     | 2.172.537 $ (The International 2017)         | Dota 2        |                        | Nigma Galaxy           |
| 16.  | Schweden            | Ludwig Wåhlberg     | Zai          | >4.200.000 $     | 0720.320 $ (The International 2021)          | Dota 2        | Heroes of Newerth      | Team Liquid            |
| 17.  | Russland            | Alexander Chertek   | TORONTOTOKYO | >4.200.000 $     | 3.641.660 $ (The International 2021)         | Dota 2        |                        | BetBoom Team           |
| 18.  | Pakistan            | Sumail Hassan       | SumaiL       | >4.000.000 $     | 1.326.932 $ (The International 2015)         | Dota 2        |                        | Team Aster             |
| 19.  | China Volksrepublik | Zhang Yiping        | y`           | >3.900.000 $     | 1.827.800 $ (The International 2016)         | Dota 2        |                        | LGD Gaming             |
| 20.  | China Volksrepublik | Wang Chunyu         | Ame          | >3.800.000 $     | 1.040.480 $ (The International 2021)         | Dota 2        |                        | LGD Gaming (inaktiv)   |
| 21.  | China Volksrepublik | Zhang Ruida         | Faith_bian   | >3.800.000 $     | 1.827.800 $ (The International 2016)         | Dota 2        |                        | Karriereende           |
| 22.  | Vereinigte Staaten  | Kyle Giersdorf      | Bugha        | >3.600.000 $     | 3.000.000 $ (Fortnite World Cup Finals 2019) | Fortnite      |                        | Team Dignitas          |
| 23.  | China Volksrepublik | Lu Yao              | Somnus丶M    | >3.300.000 $     | 0817.030 $ (The International 2018)          | Dota 2        |                        | Azure Ray              |
| 24.  | Nordmazedonien      | Martin Sazdov       | Saksa        | >3.100.000 $     | 1.703.764 $ (The International 2022)         | Dota 2        |                        | Tundra Esports         |
| 25.  | China Volksrepublik | Xu Linsen           | fy           | >3.100.000 $     | 0817.030 $ (The International 2018)          | Dota 2        |                        | Azure Ray              |
| ...  | ...                 | ...                 | ...          | ...              | ...                                          | ...           | ...                    |                        |
| 39.  | Osterreich          | David Wang          | aqua         | >2.100.000 $     | 1.500.000 $ (Fortnite World Cup Finals 2019) | Fortnite      | Minecraft              | teamlos                |
| ...  | ...                 | ...                 | ...          | ...              | ...                                          | ...           | ...                    |                        |
| 560. | Schweiz             | Duong Huynh         | Kinstaar     | >410.000 $       | 058.750 $ (Fall Skirmish Series Week 1 EU)   | Fortnite      | Apex Legends, Valorant | Karriereende           |

## Liste (Disziplinen)
Stand November 2023
| Rang | Disziplin                        | Genre                       | Preisgeld gesamt | Turniere in Datenbank | erfolgreichster Spieler        | erfolgreichster Spieler |
| ---- | -------------------------------- | --------------------------- | ---------------- | --------------------- | ------------------------------ | ----------------------- |
| 1.   | Dota 2                           | MOBA/ARTS                   | > 340.000.000 $  | > 1.800               | Johan Sundstein (n0tail)       | > 7.100.000 $           |
| 2.   | Fortnite                         | Battle Royale               | > 174.000.000 $  | > 1.700               | Kyle Giersdorf (Bugha)         | > 3.600.000 $           |
| 3.   | Counter-Strike: Global Offensive | First-Person Shooter        | > 162.000.000 $  | > 6.900               | Peter Rasmussen (dupreeh)      | > 2.100.000 $           |
| 4.   | League of Legends                | MOBA/ARTS                   | > 105.000.000 $  | > 2.900               | Lee Sang-hyeok (Faker)         | > 1.400.000 $           |
| 5.   | Arena of Valor                   | MOBA/ARTS (Mobile)          | > 78.000.000 $   | > 150                 | Luo Siyuan (HuaHai)            | > 1.600.000 $           |
| 6.   | PUBG Mobile                      | Battle Royale (Mobile)      | > 74.000.000 $   | > 280                 | Zhu Bocheng (paraboy)          | > 1.300.000 $           |
| 7.   | PUBG: Battlegrounds              | Battle Royale               | > 57.000.000 $   | > 590                 | Park Jung-young (Loki)         | > 1.000.000 $           |
| 8.   | Rainbow Six Siege                | First-Person Shooter        | > 40.000.000 $   | > 550                 | Stephane Lebleu (Shaiiko)      | > 570.000 $             |
| 9.   | StarCraft 2                      | Echtzeitstrategiespiel      | > 40.000.000 $   | > 7.200               | Joona Sotala (Serral)          | > 1.200.000 $           |
| 10.  | Rocket League                    | Sportsimulation             | > 35.000.000 $   | > 3.800               | Evan Rogez (M0nkey M00n)       | > 697.000 $             |
| 11.  | Overwatch                        | First-Person Shooter        | > 34.000.000 $   | > 830                 | Yoo Myeong-hwan (smurf)        | > 355.000 $             |
| 12.  | Hearthstone                      | digitales Trading Card Game | > 29.000.000 $   | > 1.100               | Thijs Molendijk (Thijs)        | > 490.000 $             |
| 13.  | Valorant                         | First-Person Shooter        | > 24.000.000 $   | > 1.100               | Ethan Arnold (Ethan)           | > 288.000 $             |
| 14.  | Apex Legends                     | Battle Royale               | > 21.000.000 $   | > 700                 | Philip Dosen (ImperialHal)     | > 670.000 $             |
| 15.  | Heroes of the Storm              | MOBA/ARTS                   | > 18.000.000 $   | > 500                 | Jeong Won-ho (KyoCha)          | > 465.000 $             |
| 16.  | CrossFire                        | First-Person Shooter        | > 18.000.000 $   | > 360                 | Wang Hao (N9)                  | > 660.000 $             |
| 17.  | Free Fire                        | Battle Royale               | > 15.000.000 $   | > 80                  | Piyapon Boonchuay (TheCruz)    | > 380.000 $             |
| 18.  | Counter-Strike                   | First-Person Shooter        | > 14.000.000 $   | > 1.000               | Patrik Lindberg (f0rest)       | > 190.000 $             |
| 19.  | Call of Duty: Warzone            | Battle Royale               | > 10.000.000 $   | > 370                 | Thomas Trewren (Tommey)        | > 390.000 $             |
| 20.  | Mobile Legends: Bang Bang        | MOBA/ARTS (Mobile)          | > 10.000.000 $   | > 110                 | Johnmar Villaluna (OhMyV33NUS) | > 145.000 $             |
| 21.  | Smite                            | MOBA/ARTS                   | > 9.600.000 $    | > 90                  | John Salter (BaRRaCCuDDa)      | > 335.000 $             |
| 22.  | League of Legends: Wild Rift     | MOBA/ARTS (Mobile)          | > 9.600.000 $    | > 100                 | Yu Hong (0711)                 | > 170.000 $             |
| 23.  | Overwatch 2                      | First-Person Shooter        | > 9.300.000 $    | > 80                  | Lee Eui-seok (Fearless)        | > 170.000 $             |
| 24.  | Magic: The Gathering Arena       | digitales Trading Card Game | > 9.100.000 $    | > 60                  | Paulo Damo da Rosa (PVDDR)     | > 390.000 $             |
| 25.  | World of Warcraft                | MMORPG                      | > 8.000.000 $    | > 200                 | Rene Pinkera (Swapxy)          | > 228.000 $             |